# Cognition motrice
Le concept de cognition motrice traduit l'idée que la cognition se traduit essentiellement dans l'action, et que le système moteur pyramidal participe donc à ce qui est habituellement considéré comme des processus cognitifs, y compris ceux impliqués dans les interactions sociales.
Dans le paradigme de la cognition motrice, l'entité centrale est l'action, définie comme : une suite de mouvements, produits à travers un « objectif moteur » spécifique, pour répondre à une intention, ou en réaction à un événement significatif survenant dans l'environnement physique ou social.
La cognition motrice étudie chez l'individu tant la préparation que la production de ces actions, ainsi que les processus qui interviennent pour reconnaître, prédire, reproduire ou comprendre les actions d'autres individus.
Ces dernières années, l'application de ce paradigme a fait l'objet d'un grand intérêt et de succès expérimentaux dans toute une série de domaines de recherche, notamment en psychologie du développement, dans les neurosciences cognitives ou encore en psychologie sociale.

## Lien entre action et perception

### Approche fonctionnelle
L'idée qu'il peut y avoir une continuité entre les différents aspects de la cognition motrice n'est pas récente. On peut en retrouver la trace jusque dans les travaux du psychologue américain William James, et plus récemment dans ceux du neurophysiologiste américain Roger Sperry, prix Nobel de médecine.
Sperry souligne que le cycle perception-action est la logique fondamentale du système nerveux.
Les processus de perception et d'action sont en effet fondamentalement imbriqués : la perception a pour fonction de permettre une action, et l'action a pour fonction d'obtenir une certaine perception. On peut dire que le cerveau des vertébrés a évolué pour réguler des activités motrices, sa fonction essentielle étant d'identifier des schémas dans la perception sensorielle pour les traduire par des schémas de coordination motrice.

### Théorie de la représentation commune
À partir du début du XXIe siècle, les domaines de la psychologie du développement, des neurosciences cognitives ou de la psychologie sociale apportent de plus en plus de preuves expérimentales de ce que la perception et l'action s'appuient non seulement sur les mêmes traitements de l'information mais également sur les mêmes structures neuronales sous-jacentes.
Ces données expérimentales ont été rassemblées dans la théorie de la représentation partagée, par Wolfgang Prinz et ses collègues de l'Institut Max-Planck de neurologie et des sciences cognitives de Leipzig.
Pour cette théorie, perception et action sont deux volets d'une même réalité. Son hypothèse centrale est que la représentation interne d'une action se fait à partir des effets perceptibles qu'elle est susceptible de générer sous forme d'évènements perceptifs extérieurs.
- Le fait d'exécuter un mouvement génère en effet une association bidirectionnelle de corrélation entre le schéma moteur qui l'a engendré et le schéma de perception sensorielle qui en est résulté.
- Une telle association causale peut fonctionner à l'inverse dans le sens téléologique, un schéma moteur étant évoqué et activé par l'anticipation de son schéma d'effet, choisi parmi les schémas de devenir possibles anticipés à partir de l'image mentale actuelle.
- De même, lorsque le sujet observe un autre acteur effectuer une action, le schéma de perception sensorielle, activé cette fois par le déroulement effectif de l'action, réactive cette même représentation interne associant perception et action, permettant au sujet de comprendre la scène comme mettant en œuvre « la même » action que la sienne propre (laquelle est alors évoquée, mais sa réalisation reste normalement inhibée).

### Base neuronale: neurones miroirs
La découverte de « neurones miroirs » dans le cortex prémoteur ventral et pariétal du macaque apporte la preuve neuropsychologique de cette association directe entre la perception et l'exécution d'une action : ces neurones sont activés aussi bien lorsque le singe exécute une action visant un but donné que lorsqu'il observe une action identique effectuée par un congénère.
Un autre exemple montrant cette association directe est la facilité avec laquelle, dans des expériences de mimétisme verbal, un sujet peut répéter en temps réel les mots qu'il entend dans des écouteurs.
Chez l'être humain, l'identité de l'activation neuronale qui résulte de la simple observation d'une action et de son exécution est bien documentée. Des études d'imagerie neurofonctionnelle, réalisées par imagerie par résonance magnétique fonctionnelle, par tomographie par émission de positons ou par magnetoencephalographie, ont démontré l'existence d'un mécanisme de résonance peut être observé dans le cortex prémoteur et le cortex pariétal lorsqu'un sujet observe ou exécute une action dirigée vers un but,.
Ce mécanisme paraît être inné, ou du moins est fonctionnel très tôt dans le développement neurologique,

## Conséquences d'une représentation commune

### Représentation partagée entre individus
La théorie de la représentation commune implique également que la perception d'une action extérieure active la représentation interne des actions, l'action étant d'autant plus activée  qu'elle est similaire à celle observée.
À ce titre, ces représentations sont donc partagées entre individus. Autrement dit, le « sens » d'un objet, d'une action ou d'une situation sociale peut être commun à plusieurs individus, en tant qu'il active des schémas analogues d'activités neurologiques dans leurs cerveaux respectifs.
Un grand nombre d'études comportementalistes et neurophysiologiques démontrent que la perception et l'action ont une représentation interne commune, et que cela conduit à une représentation partagée entre individus, conduisant à divers phénomènes comme la contagion émotionnelle, l'empathie, la facilitation sociale, ou la compréhension de la pensée d'autrui.
Certains auteurs soulignent en outre que cette théorie de la « cognition motrice », associant les schémas de perception et d'action, conduit à une nouvelle approche de l'origine, tant phylogénétique que ontogénétique, de la compréhension des actions, à partir de l'origine de la maîtrise du système moteur : ce mécanisme de cognition motrice donne aussi bien aux hommes qu'aux primates non humains une capacité directe et préréflexive de « comprendre » une action animale, dès lors qu'elle trouve une correspondance dans leur propre catalogue d'action.